# کیز دزرت کوئین رنچ
کیز دزرت کوئین رنچ (به انگلیسی: Keys Desert Queen Ranch) یک مزرعه (محل) و بافت تاریخی در ایالات متحده آمریکا است که در شهرستان سن برناردینو، کالیفرنیا واقع شده‌است.